# Elvina Bay
Elvina Bay é uma baía e subúrbio vizinho do norte de Sydney, no estado da Nova Gales do Sul, na Austrália, situado a 35 quilômetros ao norte do distrito empresarial central de Sydney, na área do governo local do Conselho de Northern Beaches. Elvina Bay integra a região Northern Beaches.